# Terzaghi Lecture
Die Terzaghi Lecture sind eine seit 1963 jährlich vergebene, mit einer Vorlesung verbundene Ehrung der American Society of Civil Engineers (ASCE) für den Bereich Geotechnik. Sie sind nach Karl von Terzaghi benannt. Die Vorlesung wird auf dem jährlichen Treffen der ASCE gehalten. Die Vorträge werden in der Zeitschrift für Geotechnik der ASCE (der Name wechselte im Laufe der Jahre, heutiger Name: Journal of Geotechnical and Geoenvironmental Engineering der ASCE) veröffentlicht.
Die Vorlesung ist vom Terzaghi Award der ASCE und der Vienna Terzaghi Lecture zu unterscheiden.

## Preisträger
- 1963 Ralph Peck: Foundation behaviour of iron ore storage yards (mit Tonis Raamot)
- 1964 Arthur Casagrande: Role of the calculated risk in earth work and foundation engineering
- 1966 Laurits Bjerrum: Progressive failure in slopes of overconsolidated plastic clay shales  (3. Terzaghi Lecture)
- 1967 Harry Bolton Seed: Landslides during Earthquakes due to liquefaction
- 1968 Philip C. Rutledge: Utilization of marginal lands for urban development
- 1969 Stanley D. Wilson: Observational data on ground movements related to slope stability
- 1970 T. William Lambe: The integrated civil engineering project
- 1971 John Lowe III: New concepts in consolidation and settlement analysis
- 1972 Bramlette McClelland: Design of Deep Penetration Piles for Ocean Structures (9. Terzaghi Lecture)
- 1974 Frank E. Richart junior: Some effects of dynamic soil properties on soil-structure (10. Terzaghi Lecture)
- 1975 George Geoffrey Meyerhof: Bearing capacity and settlement of pile foundations (11. Terzaghi Lecture)
- 1976 Lymon C. Reese: Design and construction of drilled shafts (12. Terzaghi Lecture)
- 1977 Robert F. Legget: Geology and geotechnical engineering (13. Terzaghi Lecture)
- 1978 Nathan M. Newmark: Observations on stresses in tunnel linings (14. Terzaghi Lecture)
- 1979 George F. Sowers: There were giants on the earth in those days
- 1980 Gerald A. Leonards: Investigation of Failures (16. Terzaghi Lecture)
- 1981 Robert V. Whitman: Evaluating calculated risk in geotechnical engineering
- 1982 J. Barry Cooke: Progress in Rockfill Dams (18. Terzaghi Lecture)
- 1983 Ronald F. Scott: Plasticity and constitutive relations in soil mechanics
- 1984 James K. Mitchell: Practical Problems from surprising soil behavior
- 1985 Jorj O. Osterberg: Necessary redundancy in geotechnical engineering
- 1986 Charles C. Ladd: Stability evaluation during staged construction
- 1987 Leonardo Zeevaert: Seismosoil dynamics of foundations in Mexico City earthquake, September 19, 1985
- 1988 Elio D’Appolonia: Monitored decisions
- 1989 John H. Schmertmann: The mechanical aging of soils
- 1990 James P. Gould: Geotechnology in dispute resolution
- 1991 James Michael Duncan: Limitations of conventional analysis of consolidation settlement  (27. Terzaghi Lecture)
- 1992 Norbert R. Morgenstern
- 1993 John A. Focht junior: Lessons learned from missed predictions
- 1994 G. Wayne Clough
- 1995 Roy E. Olson: Settlement of embankments on soft clays
- 1996 Robert M. Koerner: Emerging and future developments of selected geosynthetic applications (32. Terzaghi Lecture)
- 1997 Richard D. Woods: Small-strain properties of soils
- 1998 Michael W. O’Neill: Side resistance in piles and drilled shafts
- 1999 William F. Marcuson III: Soil mechanics and U.S. National Defense - A mutually beneficial relationship
- 2000 Evert Hoek Big tunnels in bad rock
- 2001 Suzanne Lacasse: Protecting society from landslides - the role of the geotechnical engineer
- 2002 Victor Milligan: Some uncertainties in embankment dam engineering
- 2003 John T. Christian: Geotechnical engineering reliability: How well do we know what we are doing?
- 2004 Harry Poulos: Pile behavior - Consequences of geological and construction imperfections
- 2005 Delwyn G. Fredlund: Unsaturated soil mechanics in engineering practice
- 2006 Raymond J. Krizek
- 2007 George G. Goble: Application of dynamic methods to the design and installation of driven piles
- 2008 Jean-Pierre Giroud: Criteria for geotextile and granular filters
- 2009 Clyde N. Baker: Uncertain geotechnical truth and cost effective high rise foundation design (45. Terzaghi Lecture)
- 2010 Robert D. Holtz: Reinforced soil technology: From experimental to the familiar
- 2011 Kenneth H. Stokoe II: Seismic measurements and geotechnical engineering
- 2012 David E. Daniel: Geoenvironmental engineering - Problems solved and challenges remaining
- 2013 Alfred J. Hendron: Improving dam safety with lessons learned from case histories of dam failures and observed dam performance
- 2014 J. Carlos Santamarina: Energy geotechnology
- 2015 Donald A. Bruce: The Evolution of Specialty Geotechnical Construction Techniques: The “Great Leap” Theory
- 2016 Thomas O’Rourke: Ground Deformation Effects on Subsurface Pipelines & Infrastructure
- 2017 R. Kerry Rowe: Protecting the Environment with Geosynthetics: Successes and Challenges
- 2018 Rudolph Bonaparte: Geotechnical Stability of Waste Fills – Lessons Learnt and Continuing Challenges
- 2019 Izzat M. Idriss: Response Of Soil Sites During Earthquakes – A 60-Year Perspective
- 2020 Edward J. Cording
- 2021 Gregory B. Baecher
- 2022 Edward Kavazanjian
- 2023: Paul W. Mayne
- 2024: Andrew J. Whittle
- 2025: Sarah Springman
- 2026: D. Vaughan Griffiths